# 伊四十型潜水艦
伊四十型潜水艦（いよんじゅうがたせんすいかん）は、大日本帝国海軍の潜水艦の艦級。巡潜乙型改1（じゅんせんおつがたかい1）とも。本艦級の潜水艦は伊号第四十潜水艦から伊号第四十五潜水艦までの6隻が1943年から1944年にかけて竣工し、太平洋戦争で全艦戦没した。設計は伊十五型潜水艦（巡潜乙型）をひきついだもので、索敵や輸送任務に従事した。伊号第四十一潜水艦は米軽巡洋艦レノを撃破、伊号第四十五潜水艦は米護衛駆逐艦エバーソールを撃沈している。

## 乙型からの改良点
1941年（昭和16年）のマル急計画において計画番号S37Bとして6隻計画された。乙型潜水艦の改良型で量産のため主機を巡潜3型と同じ艦本式1号甲10型ディーゼル2基とした。そのため出力が低下、排水量が若干増加し、速力が0.1ノットほど低下した。また丙型のマル急計画艦（伊四十六、伊四十七、伊四十八）と同様に、内殻板をDS鋼から軟鋼に変更している。
回天搭載艦に改装された伊号第四十四潜水艦は、他の乙型の回天搭載艦と同様の改装を行ったと推定される。1945年4月に撮影された写真からは艦尾の14cm砲の撤去と艦首の航空兵装（格納筒、クレーン、射出機）の撤去、22号電探の装備などが確認される。

## 同型艦
- 伊号第四十潜水艦
- 伊号第四十一潜水艦
- 伊号第四十二潜水艦
- 伊号第四十三潜水艦
- 伊号第四十四潜水艦
- 伊号第四十五潜水艦

## 潜水隊
竣工した伊40型潜水艦は訓練部隊である第11潜水戦隊に編入されて訓練ののち、伊40は第2潜水隊に、その他の艦は第15潜水隊に編入された。